# Ковальов Григорій Семенович
Григорій Семенович Ковальов (1902-1944) — Гвардії сержант Робітничо-селянської Червоної Армії, учасник Другої світової війни, Герой Радянського Союзу (1945).

## Біографія
Григорій Ковальов народився 25 квітня (за новим стилем — 8 травня) 1902 року в селі Велика Крушинівка (нині — Рогачовський район Гомельської області Білорусі). У 1924—1928 роках проходив службу в Робітничо-селянській Червоній армії. З 1932 року працював головою колгоспу на батьківщині. На початку війни опинився в окупації і вступив бійцем в партизанський загін. У серпні 1944 року Ковальов повторно був призваний в армію, був стрільцем 2-ї гвардійської мотострілецької бригади 3-го гвардійського танкового корпусу 5-ї гвардійської танкової армії 1-го Прибалтійського фронту. Відзначився під час Шяуляйської операції.
18 серпня 1944 року Ковальов перебував серед радянських бійців, які обороняли висоту на захід від Шяуляя від потужної контратаки батальйону піхоти противника, 23 танків і 9 бронетранспортерів. У критичний момент бою Ковальов зі зв'язкою ручних гранат кинувся під німецький танк, ціною свого життя знищивши його. Спочатку був похований у литовському селі Купрі, але пізніше перепохований в містечку Гінкунай Шяуляйського району Литви.
Указом Президії Верховної Ради СРСР від 24 березня 1945 року за зразкове виконання бойових завдань командування на фронті боротьби з німецькими загарбниками і проявлені при цьому мужність і героїзм гвардії сержант Григорій Ковальов посмертно удостоєний високого звання Героя Радянського Союзу. Також посмертно нагороджений орденом Леніна.